# می‌خواستم چیزی بهت بگم
می‌خواستم چیزی بهت بگم (به انگلیسی: Something I've Been Meaning to Tell You) یک مجموعه داستان کوتاه از آلیس مونرو است که انتشارات مک‌گرا هیل (کانادا) آن را در سال ۱۹۷۴ منتشر کرد. این مجموعه داستان را نیایش عبدالکریمی در سال ۱۳۹۴ به فارسی ترجمه کرد که همراه با مقدمه و نقد بیژن عبدالکریمی از سوی انتشارات نقد فرهنگ انتشار یافت.

## داستان‌ها
- نوشته
- چطور با شوهرم آشنا شدم
- راه رفتن روی آب
- بخشش در خانواده‌ها
- بگو آره یا نه
- جلادان
- مراکش
- بانوی اسپانیایی
- باد زمستانی
- یادبود
- دره‌ی اوتاوا
- می‌خواستم چیزی بهت بگم